# Академия за иврит
Академията за иврит (на иврит: הָאָקָדֶמְיָה לַלָּשׁוֹן הָעִבְרִית, HaAkademya laLashon haIvrit) е научен институт в Йерусалим, Израел.
Създаден е с решение на Кнесета (израелския парламент) като висша институция за изучаване на ивритския език през 1953 г.